# Chilur, Magadi
Chilur là một làng thuộc tehsil Magadi, huyện Ramanagara, bang Karnataka, Ấn Độ.